# Hammersmith Station (Hammersmith & City og Circle lines)
Hammersmith Station er en jernbanestation, som er en del af London Underground. Det er den vestlige endestation for togene på Circle line og Hammersmith & City line. Hammersmith Station ligger i Londons zone 2, og inde for gå-afstand kan man finde Piccadilly line og District line, der kører fra stationen af samme navn. De to stationer er adskilt af Hammersmith Broadway. De ligger omkring 60 meter fra hinanden fra dør til dør, dog virker gå-afstanden længere, fordi fodgængerovergangene på Hammersmith Broadway ikke er placeret direkte overfor dørene.

## Historie
Den nuværende station ligger på Beadon Road og åbendede den 1. december 1868. Lidt nord for den nuværende station lå den gamle Hammersmith station, som åbnede 13. juni 1864 da der blev bygget en forbindelse fra Paddington Station.
51°29′39″N 0°13′30″V / 51.49428°N 0.22504°V